# Siboglinum sumatrense
Siboglinum sumatrense är en ringmaskart som beskrevs av Ivanov 1963. Siboglinum sumatrense ingår i släktet Siboglinum och familjen skäggmaskar. Inga underarter finns listade i Catalogue of Life.